# Arnaud Vidaller
Arnaud Vidaller (5 maggio 1986) è un ex giocatore di football americano e allenatore di football americano francese che ha giocato come safety.